# Выродков, Иван Григорьевич
Ива́н Григо́рьевич Вы́родков (ок. 1508—1568) — первый известный по имени русский военный инженер — фортификатор («горододелец»), государственный служащий — дьяк Разрядного приказа Русского царства.

## Происхождение
Выходец из среды cлужилых людей — рода Выродковых, представители которого несли военную и административную службу у московских государей. В первой половине XVI в. Выродковы служили в Костроме, Иван и Никита Афанасьевичи и Василий Иванович написаны в Дворовой тетради 1537 г.; Данило Иванович Выродков — в 1535—1542 гг. был дворцовым дьяком, а его племянник — Иван Григорьевич Выродков государственным дьяком.

## Жизнеописание
Впервые Иван Григорьевич Выродков упоминается в письменном источнике 1538 года — посланником великого князя московского отправленного в Ногайскую Орду к Кошум-мурзе для вручения ему грамоты. Три года — с 1535 по 1538-й (согласно версии Н. П. Лихачёва) — трудился в Разрядном приказе. В год венчания на царство Ивана IV — в 1547 году — дьяком Разрядного приказа. Дважды — в 1549 и 1555 году упоминается в приёме в Москве польских послов. В Тысячной книге 1550 г. и Дворцовой тетради 50-х годов XVI в. — как глава дворцового управления: «Дворецкой Углецкой Иван Григорьевич Выротков». Участвовал в трёх Казанских походах: зима 1547—1548 гг., осень 1549 — весна 1550 гг., июнь — октябрь 1552 г., и в осаде и взятии Казани 1552 г.

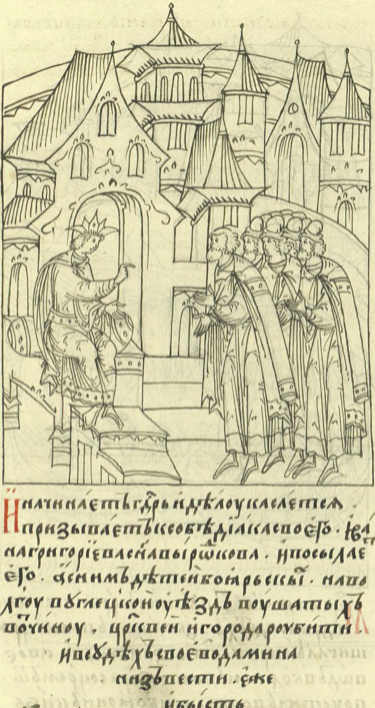
Иван IV Грозный призывает к себе дьяка Ивана Григорьевича Выродкова и детей боярских

В 1551 году руководил строительством крепости Свияжск на берегу реки Свияги. Крепостные стены, башни, прочие оборонительные и хозяйственные постройки были собраны под Угличем, а затем сплавлялись по Волге к месту назначения; на постройку ушло более 20 000 кубометров леса, засыпано около 30 тыс. кубометров земли. Свияжская крепость, построенная в рекордно короткие сроки, за четыре недели — 28 дней, была наречена «во царское имя» Ивангородом Свияжским (Свияжском), и послужившая важным опорным пунктом для продвижения русских войск вглубь Казанских земель. В этом же 1551 году сажал вместе с князьями и боярами царя Шигалея на Казанское царство.

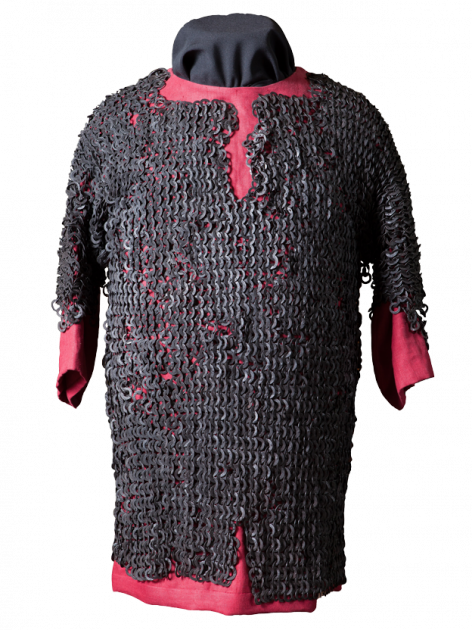
Байдана И. Г. Выродкова. Государственный исторический музей.

В 1552 году участвовал в осаде Казани, командовал частью артиллерии и руководил осадными работами на одном из главных направлений, в частности под его руководством за одну ночь собрана внушительных размеров передвижная деревянная осадная башня (высота около 13 м, длина 18 м и ширина 8 м), оснащённая 10 пушками и 50 гаковницами (тяжёлыми ручными пищалями), сыгравшая важную роль в успехе боевых действий русских войск при взятии Казани.
В 1557 году совместно с П. Петровым в течение трёх месяцев руководил строительством порта-крепости в устье Наровы, затем был послан в Галич, где принял участие в восстановлении Галичской крепости. В том же году направлен в Астрахань царским наместником-воеводой, где сменил прежних царских воевод Ивана Черемисина и Михаила Колупаева, и в этом качестве пребывал с 1557 по 1560 гг.; под его руководством была построена Астраханская крепость.
В 1562 году воевода с «Нагайскими людьми» в Торопце[уточнить]. В том же 1562 году подписывает в числе поручителей, которые поручились за князя Ивана Дмитриевича Бельского.
Участник Ливонской войны, в 1563 году во время победоносного похода на Полоцк являлся воеводой, командовал «нарядом» — осадной артиллерией, а также посошной ратью  («в Полоцком походе 1563 года посошных людей было около 80 900 человек…»).
В 1565 году сделал крупный вклад в церковь: сельцо Думино, деревню Дехтереву с селищи в Дмитровском уезде.
6 июля 1568 года казнён опричниками. Одновременно были казнены семнадцать человек данного рода Выродковых, в том числе три сына Ивана Григорьевича — Василий, Нагай, Никита, дочь Мария, внук, две внучки, сестра, два брата, пять племянников, племянница и внучатая племянница..